# Kappa-carbide
I carburi κ sono una classe speciale di carburi metallici. Sono conosciuti per essere presenti negli acciai ad alto contenuto di manganese e alluminio, noti in letteratura come acciai inossidabili leggeri (lightweight stainless steels),  dove hanno la formula chimica (Fe, Mn)3AlC.

## Proprietà

### Struttura

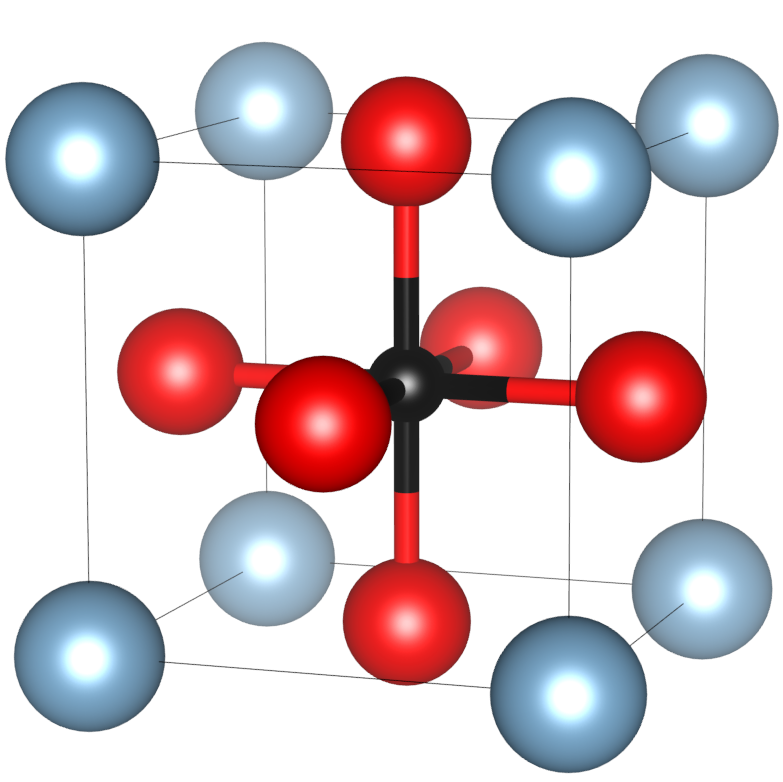
Tipica struttura in carburo κ con Fe (rosso), Al (metallico) e C (nero)

I carburi κ cristallizzano nella struttura del tipo perovskite con il gruppo spaziale Pm 3 m (Nr. 221).  Questa struttura è stata rilevata con diffrazione di raggi X sia in leghe di acciaio contenenti precipitati di carburo κ ma anche su cristalli singoli di carburi k di   manganese con una formula molecolare di Mn 3.1 Al 0.9 C e un parametro reticolare di a = 3.87Å . Negli acciai dove sono possibili diverse disposizioni degli atomi, è stato osservato un effetto considerevole dell'ordinamento a corto raggio, ad esempio del ferro e del manganese, sulle proprietà microscopiche della lega . Ciò è particolarmente importante per il ruolo di trappole dell'idrogeno in questa tipologia di acciai .

### Composizione
Un primo sguardo alla composizione di una lega di un acciaio ad alto manganese ed alluminio si puo' ottenere analizzando la sua superficie con la tecnica EDX .
A seconda del contenuto degli elementi di lega dell'acciaio, possono formarsi diversi tipi di carburi κ. Si trovano sia negli acciai ferritici che austenitici (γ-Fe). Gli elementi di lega tipici sono ferro, manganese, alluminio, carbonio e silicio .

### Magnetismo
Le misurazioni SQUID sul carburo Mn 3.1 Al 0.9 C policristallino hanno rivelato un comportamento ferromagnetico di questo carburo κ con una temperatura di Curie di 295 ± 13 K, un momento magnetico rimanente di 3,22 μ B e un campo coercitivo di 1,9 mT. Le simulazioni DFT hanno confermato questi risultati e hanno indicato che altri carburi k si comportano in modo simile.

## Occorrenza

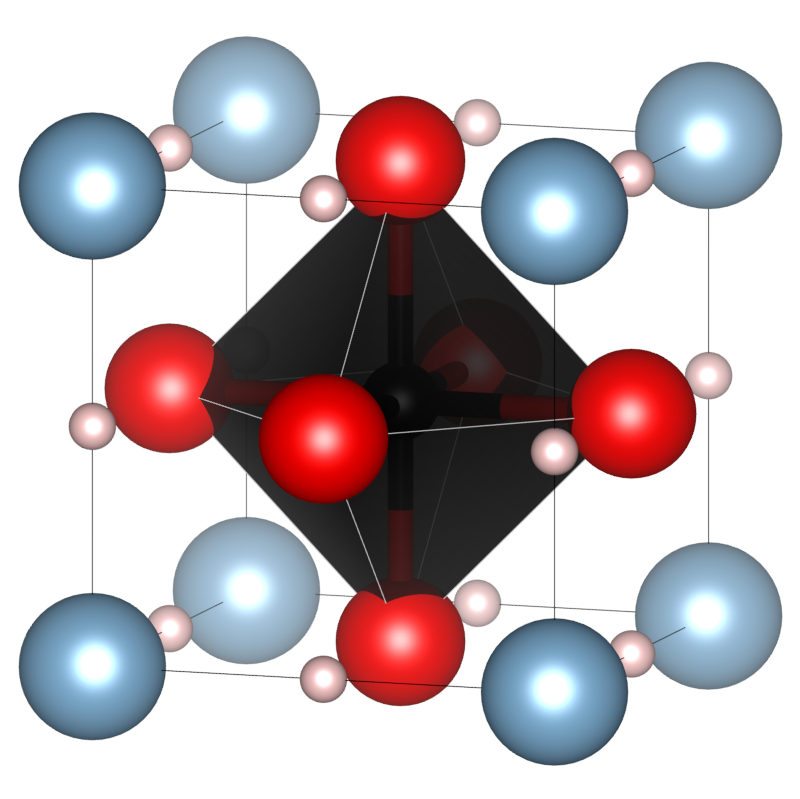
Fe _{3} AlC κ-carburo con siti interstiziali che possono essere occupati da atomi di H.

I carburi κ si trovano tipicamente come precipitati negli acciai ad alte prestazioni. Un esempio comune è l'acciaio TRIPLEX con la composizione generica Fe x Mn y Al z C contenente 18-28 % manganese, 9-12 % di alluminio e 0,7-1,2 % di carbonio (in massa %).  È un acciaio ad alta resistenza e bassa densità costituito da una soluzione solida austenitica γ-Fe (Mn, Al, C), carburi κ di dimensioni nanometriche (Fe, Mn) 3 AlC 1-x e α-Fe (Al, Mn ) ferrite . Altri acciai simili sono noti per la loro elevata duttilità . I carburi κ sono generalmente formati da aree arricchite di carbonio attraverso la decomposizione spinodale e sono fattori chiave delle proprietà di questi acciai. La bassa densità si ottiene ad esempio dopo un post-processo di laminazione a caldo . Dopo il raffreddamento, si formano diversi domini di austenite e ferrite e si formano carburi k ai confini di questi domini.  Il proseguimento del processo di raffreddamento porta ad una transizione di fase dell'austenite in ferrite ei carburi κ vengono rilasciati a seguito di una trasformazione eutettoide sotto forma di precipitato .
I carburi κ possono avere un effetto rinforzante aggiuntivo sugli acciai  perché possono funzionare come una trappola dell'idrogeno per contrastare l'infragilimento da idrogeno . Le simulazioni Ab-initio DFT hanno dimostrato che l'idrogeno può occupare lo stesso sito del carbonio nei precipitati di carburo κ o in un sito reticolare interstiziale inizialmente vuoto. Con la presente, è stato riscontrato che un contenuto di Mn aumentato migliora il trapping H mediante interessanti interazioni a breve raggio. Il suddetto ordinamento a corto raggio di Fe e Mn nel carburo κ ha un'influenza significativa sulla forza di questo effetto. Questo comportamento può essere utilizzato come metodo aggiuntivo per far fronte all'infragilimento da idrogeno che normalmente viene prevenuto minimizzando semplicemente il contatto tra metallo e idrogeno . Dal punto di vista termodinamico, nel metodo Calphad, recentemente sono stati sviluppati alcuni database che, partendo dal modello del sistema binario, si stanno orientando a modelizzare le proprieta' delle leghe multicomponente Fe Al Mn C; gli ultimi recenti sviluppi sono stati pubblicati nell'articolo